# 大村慎一
大村 慎一（おおむら しんいち、1963年〈昭和38年〉8月26日 - ）は、日本の自治・総務官僚。

## 人物・来歴
1963年、静岡県出身。幼少期を旧舞阪町（現・浜松市中央区）で過ごす。1982年、静岡県立静岡高等学校卒業。東京大学経済学部卒業。1987年4月、自治省入省。同年7月、鳥取県地方課。1990年6月、自治省財政局地方債課。1992年4月、札幌市企画調整局調整課長。1994年4月、岐阜県企画部企画調整課長。1995年8月、岐阜県総務部財政課長。1998年4月、自治省税務局府県税課長補佐。同年7月、内閣官房副長官秘書官。
2000年7月、自治省財政局財政課長補佐。2001年1月、総務省自治財政局財政課長補佐。同年4月、総務省自治財政局調整課長補佐。2002年1月、総務省自治財政局調整課理事官。同年4月、北九州市財政局長。2005年4月、総務省大臣官房企画課企画官。2006年7月、総務省大臣官房政策評価広報課広報室長。2008年7月、総務省自治税務局税務管理官。2009年4月、静岡県総務部長。2010年1月、静岡県副知事。2015年7月31日、総務省大臣官房参事官。2018年7月20日、消防庁国民保護・防災部長。同年11月1日、総務省自治行政局公務員部長。
2020年7月総務省大臣官房地域力創造審議官。2021年7月内閣官房内閣審議官（内閣官房副長官補付）、内閣官房孤独・孤立対策担当室長代行、自治行政局新型コロナ対策地方連携総括官。12月孤独・孤立対策担当室長。2022年6月、地域力創造審議官。2023年7月、辞職。同年、静岡産業大学総合研究所客員研究員、三井住友信託銀行顧問。
2024年4月8日、静岡県の川勝平太知事の辞職表明に伴う県知事選挙に立候補する意向を表明した。自由民主党から推薦を受けたが、公明党は自主投票とした。
5月26日、投開票が行われ、立憲民主党・国民民主党・連合静岡が推薦する鈴木康友に敗れ、落選した。

## 発言・主張等

### 静岡県総務部長時代
2009年、静岡県の総務部長として静岡新聞のインタビューに受け、「基礎自治体の充実が求められている中、市町村合併を支え、政令市が2つも誕生した実績がある。分権改革で全国をリードしてきた」と県が進めてきた地方分権推進と行財政改革について評価している。また「県職員が一丸となって県の未来を切り開きたい。変化の事態は制度が県民の生活実態に合っているのかどうか、そこからの発想が重要になる」とも語っている。

### 静岡県副知事時代
2010年に開催された「静岡がん会議2010」の開催にあたり、静岡県副知事として挨拶を行い、この会議を契機に参加者が持っている技術が研究成果を融合することにより、新しい発想、革新が生れることを期待しているとした。
この当時、県庁内では、堅実な仕事ぶりを目にした知事が、その手腕を妬んだともささやかれた。

### 内閣府地方分権改革推進室次長時代
地方分権改革の新たな推進手法の「地方分権改革に関する提案募集方式」について、内閣府地方分権改革推進室次長としてメッセージを寄せ、その寄せたメッセージでは「各自治体において、地方分権改革の成果を住民サービスの向上という形で地域に還元しながら、地域の住民の意見を行政運営に反映し、参画できるようにする「住民自治」の視点が今こそ求められています」と述べている。

### 総務省時代

#### 新型コロナウイルス対策について
月刊地方自治に私見として「新型コロナウイルス感染症対策に関する地方連携推進の取組」と題して寄稿した。対策に尽力した地方公共団体、医療関係者への感謝を述べるとともに、総務相が地方行財政制度、地域振興、消防等の所管業務を通じて政府の新型コロナ対策に貢献してきたとしている。新型コロナという未曽有の危機下で地方公共団体の現場では日々様々な課題が発生してきたと指摘し、新型コロナの経験を踏まえ、予め地方公共団体の現場が円滑に動くような制度設計を行う等、危機管理事案の様相は毎回異なることに留意した上で、できる限り準備できる制度的な対応を行うべきと考えている。
新型コロナ対策の経験・教訓を生かした危機管理対応の制度設計を進めていく必要があるとしながらも、実際の危機管理事案の発生時は、現場の最前線の声を迅速かつ十分に踏まえつつ、運用を柔軟に改善していく姿勢が必要としている。また顔の見える関係を平時から築くこと、組織間の信頼関係が日常的に築かれていることが非常に重要であると指摘している。
今後も平時から総務省として地方公共団体からの信頼を得るに足る仕事をたゆみなく進めていくことが、将来起こり得る様々な危機管理事案に対する運用上の対応力を維持強化することにつながると指摘している。